# Ciudad Morelos, Michoacán de Ocampo
Ciudad Morelos är en ort i Mexiko.   Den ligger i kommunen Parácuaro och delstaten Michoacán de Ocampo, i den södra delen av landet, 300 km väster om huvudstaden Mexico City. Ciudad Morelos ligger 310 meter över havet och antalet invånare är 273.
Terrängen runt Ciudad Morelos är platt åt nordost, men åt sydväst är den kuperad. Runt Ciudad Morelos är det ganska tätbefolkat, med 60 invånare per kvadratkilometer. Närmaste större samhälle är Apatzingán, 11,5 km nordväst om Ciudad Morelos. I omgivningarna runt Ciudad Morelos växer huvudsakligen savannskog.